# Lang ist der Weg
Lang ist der Weg ist ein deutscher Spielfilm aus dem Jahre 1947/48. Es ist der erste deutsche Spielfilm der Nachkriegszeit, der das Leben von Holocaust-Opfern bzw. -Überlebenden in den Mittelpunkt stellt. Es ist auch der bis heute einzige in Deutschland produzierte Film in jiddischer Sprache.
Der Film vereinigt Spiel- und Dokumentarszenen zu einer dramatischen Gesamthandlung.

## Handlung
Der Film spielt in der oberbayerischen Kreisstadt Landsberg am Lech in einem Lager für Displaced Persons, die von den Deutschen aus ihren Heimatländern verschleppt und 1945 aus Konzentrations- und Vernichtungslagern befreit wurden. In Rückblenden erzählt der Film die Geschichte der jüdischen Familie Jelin, die aus ihrer Wohnung in Warschau zunächst ins Getto getrieben und von dort aus ins KZ Auschwitz deportiert wurde. Der Sohn, David, kann jedoch aus dem Deportationszug fliehen und schlägt sich zu den Partisanen durch, wo er bis zum Ende des Krieges überlebt. Er lernt Dora Berkowitz kennen, die ihre Eltern verloren hat und nicht weiß, wie sie weiterleben soll. Auch David hat vom Tode seines Vaters erfahren; die Mutter ist verschollen. Gemeinsam mit Dora reist er in die amerikanische Besatzungszone Deutschlands, um dort nach seiner Mutter zu suchen. Sie gelangen in das völlig überfüllte DP-Lager in Landsberg am Lech und heiraten. Gemeinsam mit anderen jungen Juden arbeiten sie in Werkstätten und besuchen Fortbildungskurse, um sich eine bessere Zukunft aufbauen zu können. 
Die Mutter hat das Konzentrationslager überlebt und sucht, nachdem sie sich körperlich einigermaßen erholt hat, zunächst in Warschau nach ihrem Sohn. Sie erfährt von seiner Ausreise nach Deutschland und macht sich ebenfalls auf den Weg dorthin. Durch die schrecklichen Erlebnisse im KZ ist sie jedoch traumatisiert und erleidet einen völligen psychischen Zusammenbruch, so dass sie als Unbekannte in eine Klinik eingeliefert wird. Als es gelungen ist, ihren Namen zu ermitteln, wird eine Suchanzeige in der Zeitung veröffentlicht, so dass David den Aufenthaltsort seiner Mutter erfährt. Zunächst erkennt die Mutter ihn nicht, doch als sich ihr Zustand wieder gebessert hat, hoffen alle darauf, Deutschland bald verlassen und in einen jüdischen Staat – der zur Zeit der Produktion des Films noch nicht existierte – ausreisen zu können.

## Hintergrund
Co-Regisseur Marek Goldstein war selbst ein Holocaust-Überlebender. Der Film entstand im Juni 1947 im Atelier München-Geiselgasteig, in München und Umgebung sowie einem DP-Flüchtlingslager. Für die Bauten war Carl L. Kirmse zuständig.
Die Uraufführung erfolgte am 1. September 1948 in West-Berlin. Im November des Jahres wurde die englische Fassung Long is the Road in New York und im März 1949 in Tel Aviv in Israel erstaufgeführt. Die Erstausstrahlung im Fernsehen erfolgte am 13. März 1959 in der ARD.